# Har Gobind Khorana
Har Gobind Khorana, ook wel gespeld als Hargobind Khorana (Raipur, 9 januari 1922 – Concord (Massachusetts), 9 november 2011) was een Indiaas-Amerikaans moleculair bioloog en Nobelprijswinnaar. In 1968 won hij samen met Robert W. Holley en Marshall Nirenberg de Nobelprijs voor de Fysiologie of Geneeskunde voor het beschrijven van de genetische code en hoe het een rol speelt in de eiwitsynthese.

## Biografie
Khorana werd geboren in Raipur, een arm dorp in Brits-Indië, als de zoon van de lokale "patwari" (taxatie-official). Hij was het jongste kind van de vijf kinderen van Ganpat Rai Khorana en Krishna (Davi) Khorana. Hij kreeg van zijn vader thuisonderwijs alvorens naar de D.A.V. Multan High School te gaan. In 1943 haalde hij aan de Universiteit van Punjab zijn Bachelor of Science. In 1945 haalde hij zijn Master. Datzelfde jaar begon hij met een studie organische scheikunde aan de Universiteit van Liverpool.
Na een Ph.D. te hebben gekregen in 1948, ging Khorana door met postdoc-studies in Zürich bij Vladimir Prelog. Hij deed dit werk van 1948 tot 1949. Daarna bracht hij twee jaar door aan Cambridge onder Alexander Todd, alwaar hij geïnteresseerd raakte in onderzoek naar proteïnes en nucleïnezuren. Hij ontdekte hoe nucleotides in nucleïnezuren, welke drager zijn van de genetische code, de eiwitsynthese regelen.
In 1952 ging hij naar de Universiteit van Brits-Columbia, Vancouver. Datzelfde jaar trouwde hij met Esther Elizabeth Sibler. Samen kregen de twee drie kinderen: Julia Elizabeth, Emily Anne, en Dave Roy. In 1960 verhuisde hij naar de Verenigde Staten, alwaar hij ging werken aan het Institute for Enzyme Research van de Universiteit van Wisconsin. In 1966 kreeg hij de Amerikaanse nationaliteit, en werd onderscheiden met de Albert Lasker Award for Basic Medical Research in 1968 en de National Medal of Science in 1987.
In 1970 werd Khorana de Alfred Sloan hoogleraar in biologie en scheikunde aan het Massachusetts Institute of Technology, alwaar hij bleef werken tot aan zijn pensioen in 2007. Hij was tevens lid van de Raad van Wetenschappelijke Gouverneurs aan het The Scripps Research Institute, en bezat een Professor Emeritaat-status aan het MIT.
- Bibliothèque nationale de France: cb144033259 (data)
- Gemeinsame Normdatei: 1017046506
- International Standard Name Identifier: 0000 0001 1044 7138
- Library of Congress Control Number: n83827435
- Nationale Bibliotheek van Tsjechië: nlk20000083430
- Nationale Bibliotheek van Israël: 987007383574705171
- Nederlandse Thesaurus van Auteursnamen: 072366370
- LIBRIS: 193443
- SNAC: w63s2vq6
- Système universitaire de documentation: 070730067
- Trove: 809252
- Virtual International Authority File: 22355050
- WorldCat: E39PBJyMmymgxJYh3g7yd8Tj4q

1901: Behring · 
1902: Ross · 
1903: Finsen · 
1904: Pavlov · 
1905: Koch · 
1906: Golgi, Ramón y Cajal · 
1907: Laveran · 
1908: Mechnikov, Ehrlich · 
1909: Kocher · 
1910: Kossel · 
1911: Gullstrand · 
1912: Carrel · 
1913: Richet ·
1914: Bárány · 
1919: Bordet · 
1920: Krogh · 
1922: Hill, Meyerhof · 
1923: Banting, Macleod · 
1924: Einthoven ·
1926: Fibiger · 
1927: Wagner-Jauregg · 
1928: Nicolle · 
1929: Eijkman, Hopkins · 
1930: Landsteiner · 
1931: Warburg · 
1932: Sherrington, Adrian · 
1933: Morgan · 
1934: Whipple, Minot, Murphy · 
1935: Spemann · 
1936: Dale, Loewi · 
1937: Szent-Györgyi · 
1938: Heymans · 
1939: Domagk · 
1943: Dam, Doisy · 
1944: Erlanger, Gasser · 
1945: Fleming, Chain, Florey · 
1946: Muller · 
1947: C. Cori, G. Cori, Houssay · 
1948: Müller · 
1949: Hess, Moniz · 
1950: Kendall, Reichstein, Hench · 
1951: Theiler · 
1952: Waksman · 
1953: Krebs,Lipmann ·
1954: Enders, Weller, Robbins · 
1955: Theorell · 
1956: Cournand, Forssmann, Richards · 
1957: Bovet · 
1958: Beadle, Tatum, Lederberg · 
1959: Ochoa, Kornberg · 
1960: Burnet, Medawar · 
1961: Békésy · 
1962: Crick, Watson, Wilkins · 
1963: Eccles, Hodgkin, Huxley · 
1964: Bloch, Lynen · 
1965: Jacob, Lwoff, Monod · 
1966: Rous, Huggins · 
1967: Granit, Hartline, Wald · 
1968: Holley, Khorana, Nirenberg · 
1969: Delbrück, Hershey, Luria · 
1970: Katz, Euler, Axelrod · 
1971: Sutherland · 
1972: Edelman, Porter · 
1973: Frisch, Lorenz, Tinbergen · 
1974: Claude, De Duve, Palade · 
1975: Baltimore, Dulbecco, Temin ·
1976: Blumberg, Gajdusek · 
1977: Guillemin, Schally, Yalow · 
1978: Arber, Nathans, Smith · 
1979: Cormack, Hounsfield · 
1980: Benacerraf, Dausset, Snell · 
1981: Sperry, Hubel, Wiesel · 
1982: Bergström, Samuelsson, Vane · 
1983: McClintock · 
1984: Jerne, Köhler, Milstein · 
1985: Brown, Goldstein · 
1986: Cohen, Levi-Montalcini · 
1987: Tonegawa · 
1988: Black, Elion, Hitchings · 
1989: Bishop, Varmus · 
1990: Murray, Thomas · 
1991: Neher, Sakmann · 
1992: Fischer, Krebs · 
1993: Roberts, Sharp · 
1994: Gilman, Rodbell · 
1995: Lewis, Nüsslein-Volhard, Wieschaus · 
1996: Doherty, Zinkernagel · 
1997: Prusiner · 
1998: Furchgott, Ignarro, Murad · 
1999: Blobel · 
2000: Carlsson, Greengard, Kandel ·
2001: Hartwell, Hunt, Nurse · 
2002: Brenner, Horvitz, Sulston · 
2003: Lauterbur, Mansfield · 
2004: Axel, Buck · 
2005: Marshall, Warren ·
2006: Fire, Mello ·
2007: Capecchi, Smithies, Evans ·
2008: Zur Hausen, Barré–Sinoussi, Montagnier ·
2009: Blackburn, Greider, Szostak ·
2010: Edwards ·
2011: Beutler, Hoffmann, Steinman ·
2012: Gurdon, Yamanaka ·
2013: Rothman, Schekman, Südhof ·
2014: O'Keefe, Moser, Moser ·
2015: Campbell, Omura, Tu ·
2016: Osumi ·
2017: Hall, Rosbash, Young ·
2018: Allison, Honjo ·
2019: Kaelin, Ratcliffe, Semenza ·
2020: Alter, Houghton, Rice ·
2021: Julius, Patapoutian ·
2022: Pääbo ·
2023: Karikó, Weissman ·
2024: Ambros, Ruvkun